# 17 Carinae
17 Carinae (O Carinae) é uma estrela na direção da Carina. Possui uma ascensão reta de 06h 47m 18.71s e uma declinação de −55° 32′ 24.2″. Sua magnitude aparente é igual a 5.60. Considerando sua distância de 598 anos-luz em relação à Terra, sua magnitude absoluta é igual a −0.72. Pertence à classe espectral K5III. É uma estrela variável semirregular.